# Дипоро
Дипоро (грч. Δίπορο) је насељено место у општини Гребен у периферији Западна Македонија, Грчка. Према попису из 2021. године било је 66 становника.
Према бугарском географу и историчару, Василу Канчову, у Дипору је 1900. године живело 195 Грка. Село се раније звало Холеништа.